# Excalibur (film)

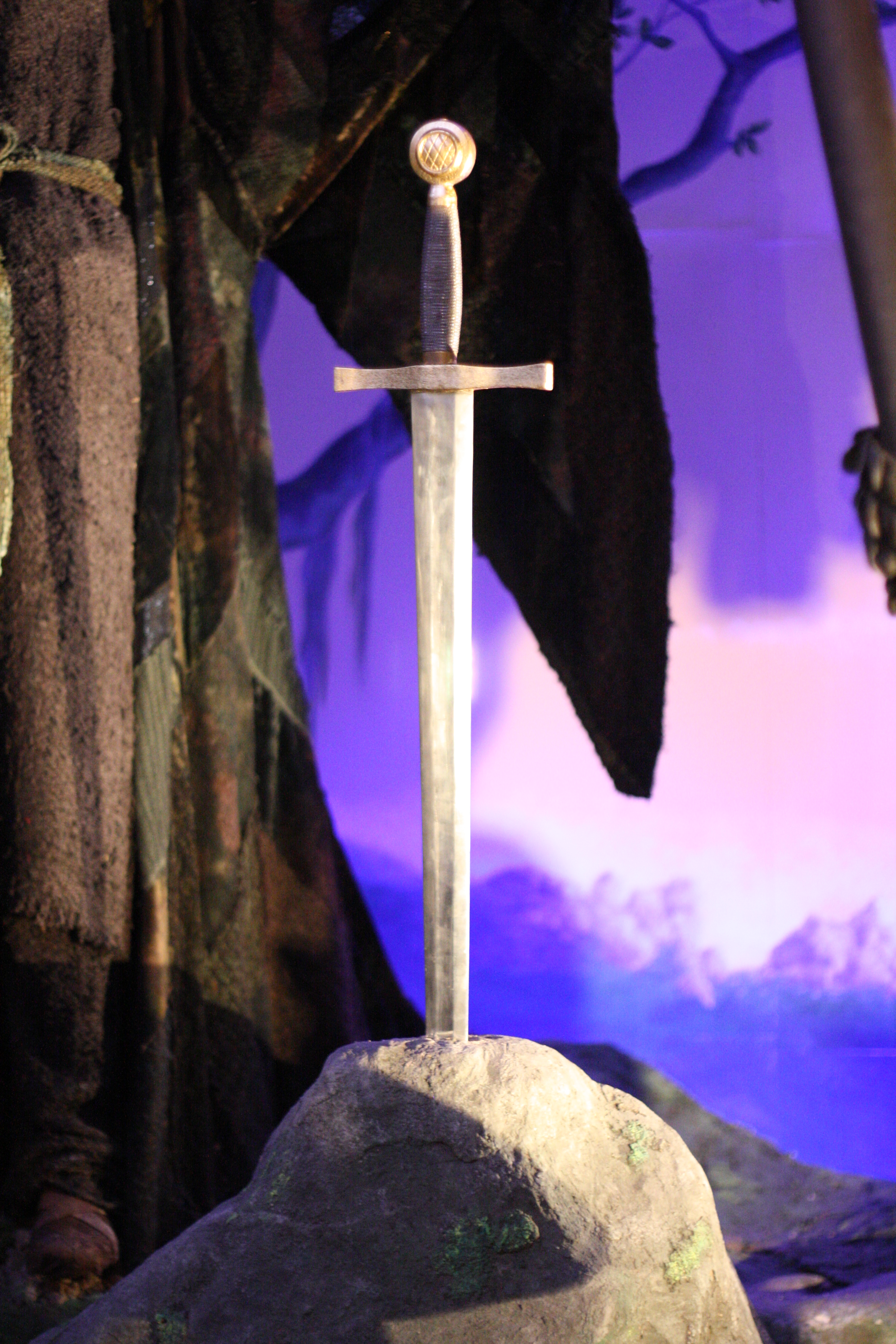
Excalibur in het London Film Museum

Excalibur is een Brits-Amerikaanse avontuur/fantasyfilm uit 1981 van John Boorman over de legende van Koning Arthur, zoals beschreven in het boek Le Morte d'Arthur van Thomas Malory. De productie werd genomineerd voor onder meer een Academy Award voor cinematografie en een Palme d'Or  op het Filmfestival van Cannes, waar ze daadwerkelijk de prijs voor beste artistieke inzending won. Tevens won Excalibur een Saturn Award voor beste kostuums.
De muziek bij de film bestaat grotendeels uit fragmenten van opera's van Richard Wagner.

## Verhaal
Koning Uther Pendragon krijgt van de tovenaar Merlijn het magische zwaard Excalibur. Net voor hij sterft, steekt Uther het zwaard in een rots. De man die erin slaagt het zwaard eruit te halen, zal koning van Engeland worden. Jaren later haalt Arthur, het bastaardkind van Uther, het zwaard uit de rots en wordt koning. Geleid door Merlijn zorgt Arthur dat de ridders van de Ronde Tafel bijeenkomen en hij huwt Guinevere. Maar Arthurs gemene halfzus Morgana heeft duivelse plannen...

## Rolverdeling
| Acteur           | Personage       |
| ---------------- | --------------- |
| Nigel Terry      | Koning Arthur   |
| Helen Mirren     | Morgana         |
| Nicholas Clay    | Lancelot        |
| Cherie Lunghi    | Guenevere       |
| Paul Geoffrey    | Perceval        |
| Nicol Williamson | Merlijn         |
| Robert Addie     | Mordred         |
| Gabriel Byrne    | Uther Pendragon |
| Keith Buckley    | Uryens          |
| Katrine Boorman  | Igrayne         |
| Liam Neeson      | Gawain          |
| Corin Redgrave   | Cornwall        |
| Niall O'Brien    | Kay             |
| Patrick Stewart  | Leondegrance    |
| Clive Swift      | Sir Hector      |
| Ciarán Hinds     | Lot             |